# Alabonia
Genre
Alabonia est un genre de petits insectes de l'ordre des lépidoptères (papillons) de la famille des Oecophoridae.

## Espèces rencontrées en Europe
Selon Fauna Europaea (30 avril 2022) :
- Alabonia chapmani
- Alabonia geoffrella - Œcophore nervurée
- Alabonia herculeella
- Alabonia staintoniella

## Liste d'espèces
Selon BioLib (29 mars 2024) :
- Alabonia chapmani Walsingham, 1903
- Alabonia geoffrella (Linnaeus, 1767) - Œcophore nervurée
- Alabonia herculeella Walsingham, 1903
- Alabonia staintoniella (Zeller, 1850)
- Alabonia superior Rebel, 1917